# Universiteit van Leeds
De Universiteit van Leeds (Engels: University of Leeds) is een belangrijke onderzoeksuniversiteit in Engeland en een van de grootste in het Verenigd Koninkrijk met meer dan 32.000 studenten. De universiteit is opgericht in 1904 en maakt deel uit van de zes oorspronkelijke burgeruniversiteiten.

## Geschiedenis
De geschiedenis van de universiteit is verbonden met de ontwikkeling van Leeds als internationaal centrum voor de textiel- en kledingindustrie in het victoriaanse tijdperk. De geschiedenis strekt zich uit tot begin negentiende eeuw, en het was een van zes burgeruniversiteiten aan het begin van de twintigste eeuw. Voorafgaand aan de uitbreidingsgolf in het hoger onderwijs waren er slechts vier universiteiten in Engeland gevestigd: Oxford, Cambridge, Londen en Durham.

### Oorsprong

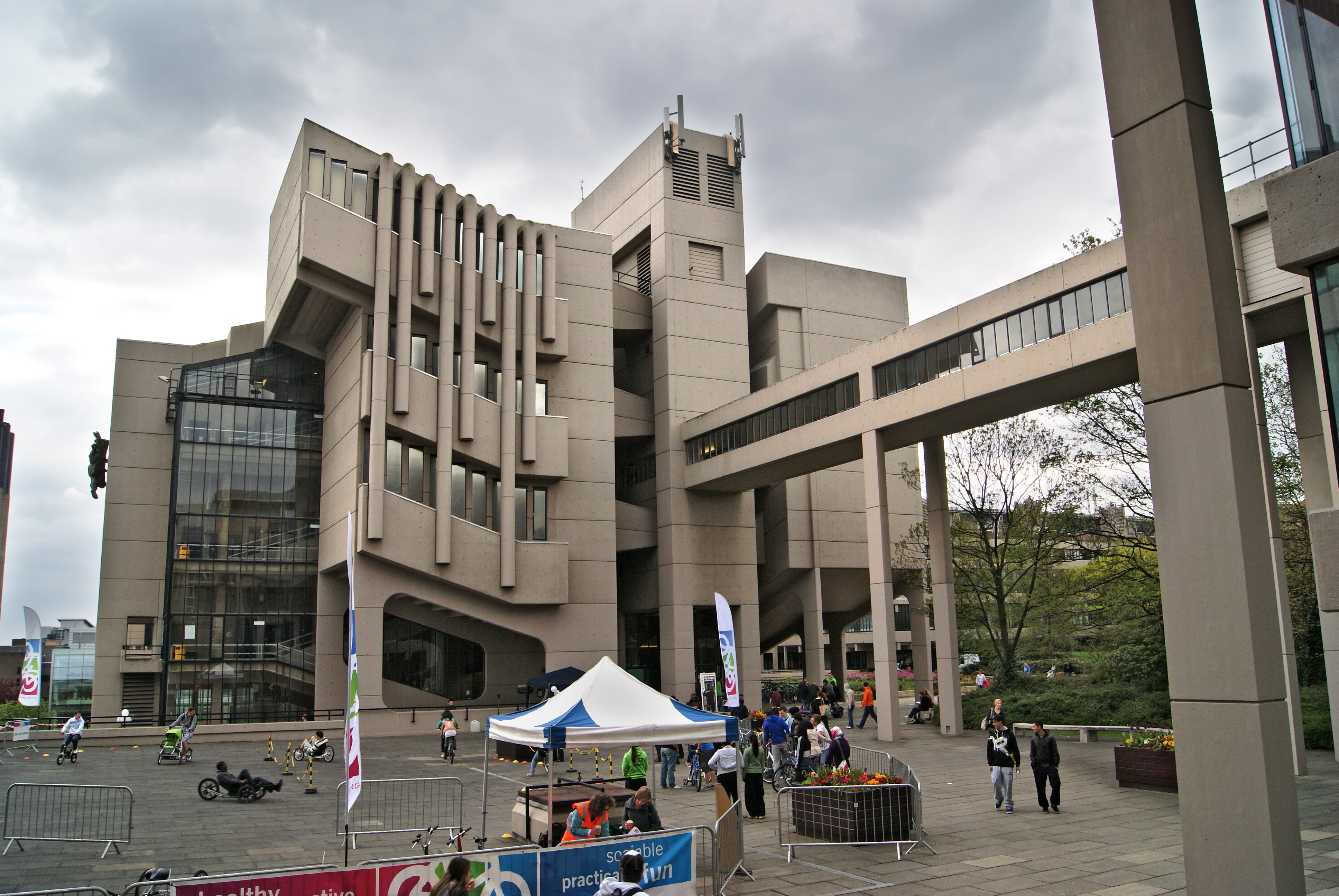
Roger Stevens Building

In 1831 werd het Leeds College van Medicijnen opgericht, die moest voorzien in de behoeften van de vijf medische instellingen die in de stad waren gevestigd. In 1874 trad het Yorkshire College van Wetenschappen toe tot het Leeds college om onderwijs voor de kinderen van middenklasse industriëlen en handelaars te verstrekken. De financiële steun van de lokale industrie was essentieel.
Het college van wetenschappen werd gemodelleerd naar Owens College, dat in 1851 als niet-sectair alternatief aan Oxford en Cambridge werd gevestigd. Hier werden godsdienstige tests toegepast en wie niet behoorde tot de Anglicaanse Kerk kon hier geen graad behalen of werd in het geheel niet toegelaten. Owens College, zoals de vroegere University College London, paste dergelijke toetsen niet toe en stond open voor protestanten, katholieken en joden.
Toen de godsdienstige toetsing voor studenten in Oxford en Cambridge in de 1850e jaren ophield, bleven de noordelijke universiteiten het aanbieden van een verschillend type onderwijs bevorderen. Zij waren trots op de progressieve en pragmatische aard van hun wetenschappelijk onderwijs, een gebied waarop de oude universiteiten, met hun nadruk op theologische studie, achterbleven.
Het College van Wetenschap begon met onderwijs in de experimentele fysica, wiskunde, de geologie, mijnbouw, chemie en biologie, en werd spoedig bekend als internationaal centrum voor de studie van techniek en textieltechnologie. In 1887 voegden de twee colleges zich samen.

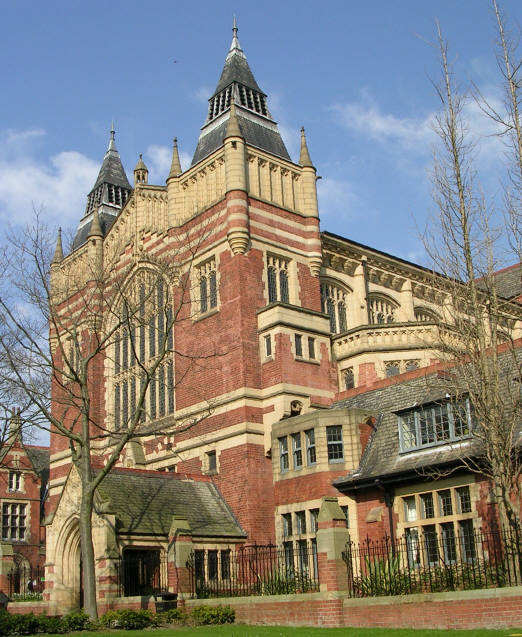
Great Hall
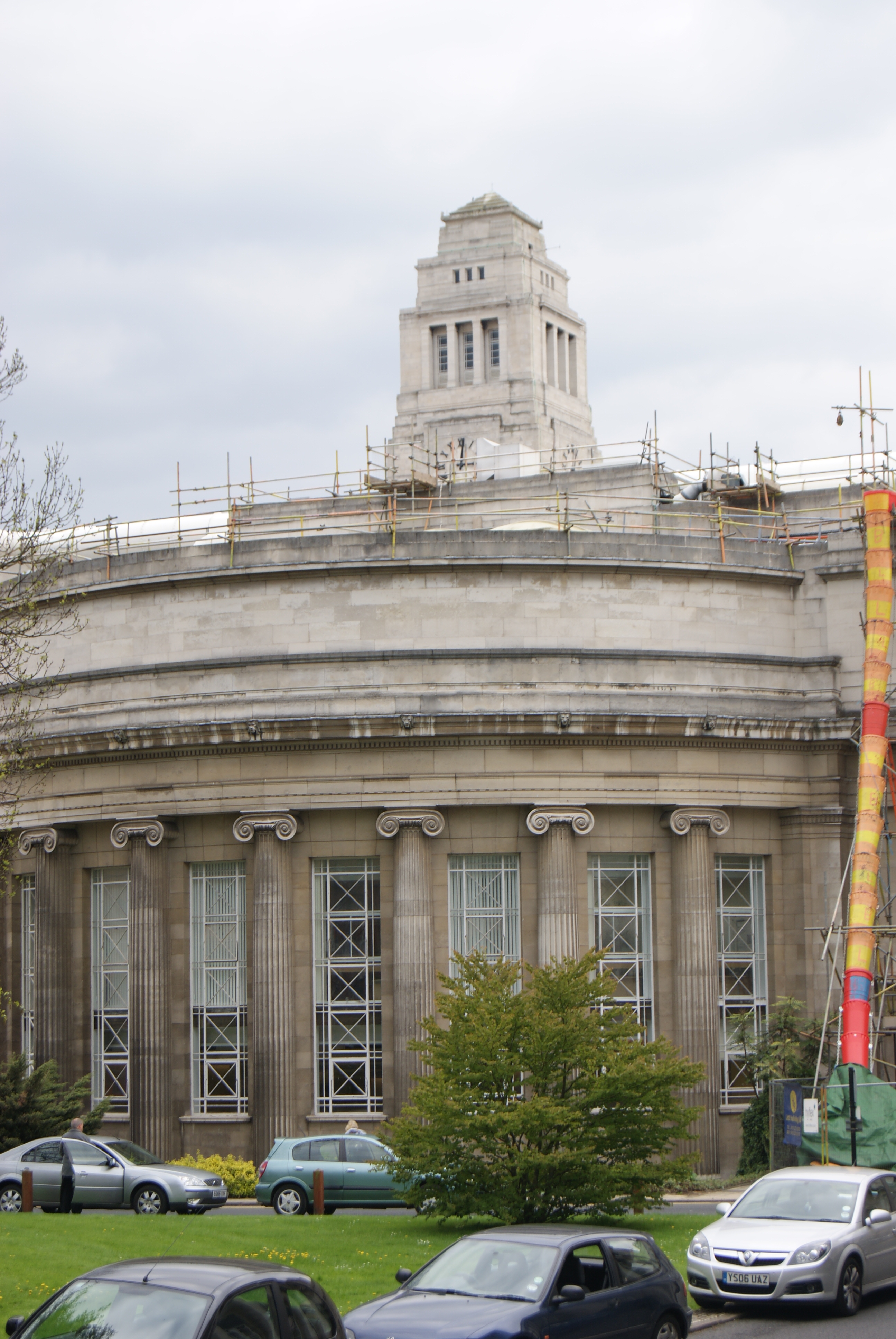
Chemie
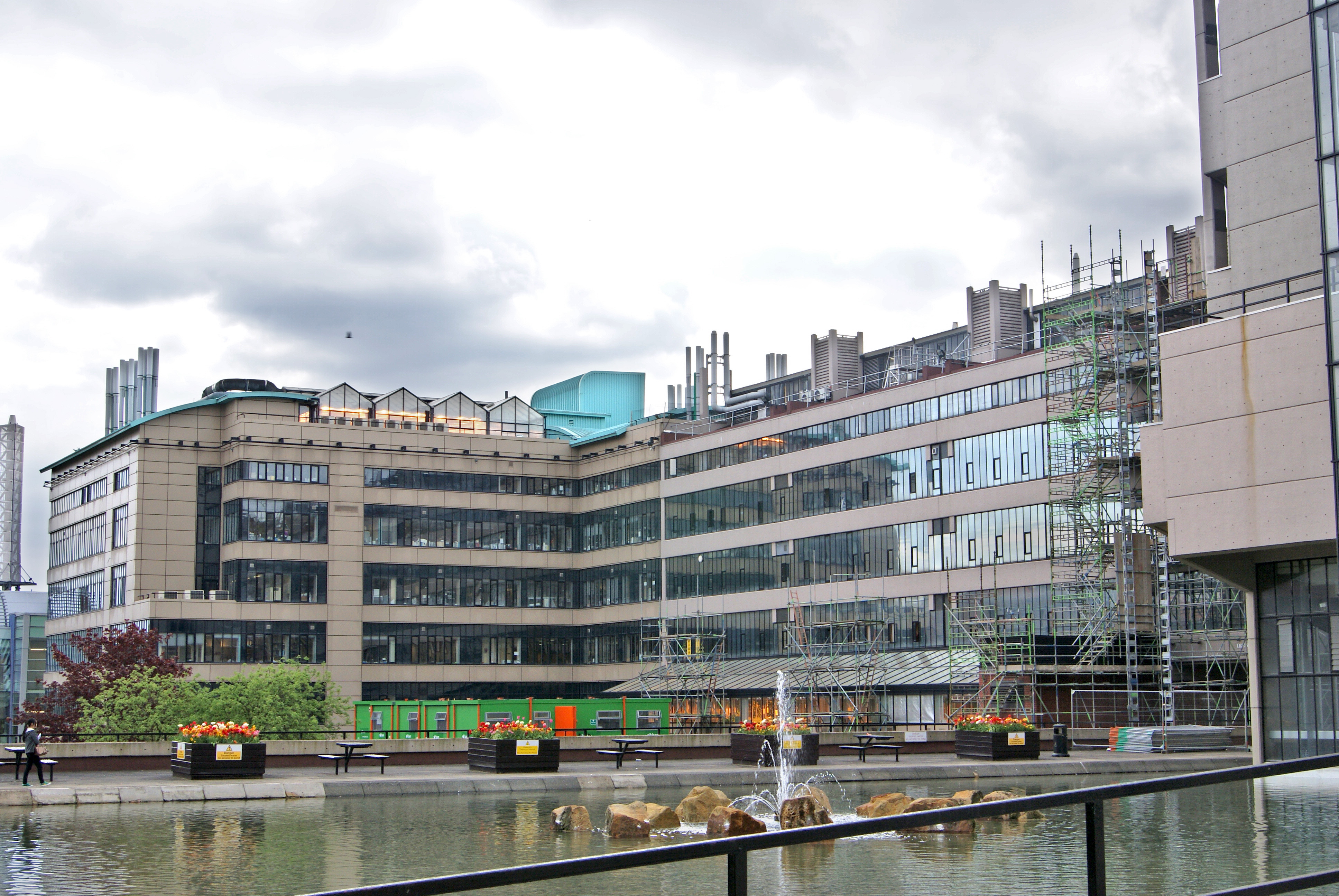
Irene Manton Building
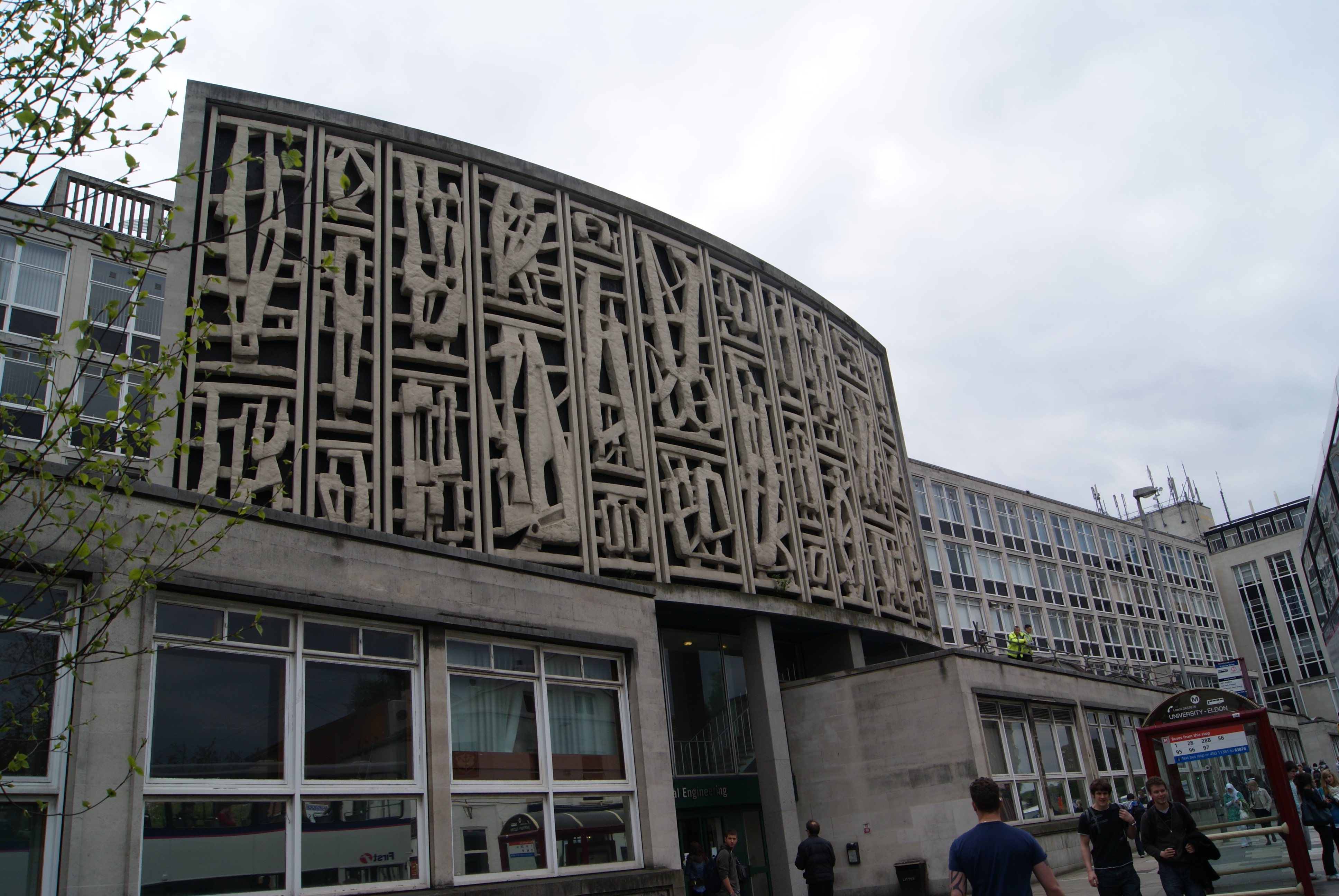
Bouwkunde